# Dixie Dregs
Dixie Dregs, amerikanskt rockband bildat under 1970-talet. Bandet spelar instrumental eller progressiv rock med influenser från jazz och country.

## Medlemmar
Nuvarande medlemmar
- Steve Morse – gitarr (1970– )
- Andy West – basgitarr (1970–1988, 2017– )
- Rod Morgenstein – trummor (1973– )
- Allen Sloan, M.D. – violin (1973–1981, 1988–1992, 2017– )
- Steve Davidowski – keyboard (1975–1977, 2017– )

Tidigare medlemmar
- Frank Brittingham – gitarr, sång (1970–1971)
- Dave Morse – trummor (1970–1971)
- Johnny Carr – keyboard (1970)
- Mark Parrish – keyboard (1970–1971, 1973, 1977–1978)
- Bart Yarnall – trummor (1973)
- Gilbert Frayer – trummor (1973)
- Frank Josephs – keyboard (1974–1975)
- T Lavitz – keyboard (1978–2010; död 2010)
- Mark O'Connor – violin (1981–1982)
- Dave LaRue – basgitarr (1988–2017)
- Jerry Goodman – violin (1992–2017)
- Jordan Rudess – keyboard (1994, vikar för T Lavitz)

## Diskografi
Studioalbum
- The Great Spectacular (1976)
- Free Fall (1977)
- What If (1978)
- Night Of The Living Dregs (1979)
- Dregs Of The Earth (1980)
- Unsung Heroes (1981)
- Industry Standard (1982)
- Off The Record (1988)
- Divided We Stand (1989)
- Bring 'Em Back Alive (1992)
- Full Circle (1994)

Livealbum
- Bring 'Em Back Alive (1992)
- King Biscuit Flower Hour Presents (1997)
- California Screamin'  (2000)
- From The Front Row... Live! (2003)
- Live in Connecticut + Cruise Control DVD (2008)

Samlingsalbum
- The Best of the Dregs: Divided We Stand (1989)
- 20th Century Masters: The Best Of The Dixie Dregs (2002)

Videoalbum
- Sects, Dregs And Rock N' Roll (2002)